# Прапор Парутиного
Пра́пор Пару́тиного затверджений 11 серпня 2005 р. рішенням сесії Парутинської сільської ради.

## Опис
Прямокутне полотнище із співвідношенням сторін 2:3 складається з двох рівновеликих горизонтальних смуг — жовтої і блакитної. У центрі полотнища — малий герб села.
Автор — І. Д. Янушкевич.